# Miguel I de Constantinopla
Miguel I Cerulário (ca. 1000–1059), foi o patriarca de Constantinopla ente 1043 e 1054. Foi durante o seu patriarcado que ocorreu o Grande Cisma do Oriente, que dividiu a Igreja Católica e a Igreja Ortodoxa. A divisão perdura até os dias de hoje, mas a excomunhão mútua (entre os líderes das duas igrejas) já foi desfeita.
Em 1964, na cidade de Jerusalém, o encontro entre o Papa Paulo VI e o Patriarca Atenágoras I de Constantinopla anulou a excomunhão mútua feita pelas lideranças da Igreja Ocidental e pela Igreja Oriental.

## Biografia
Nascido em Constantinopla, o patriarca Miguel I Cerulário é conhecido principalmente por causa de sua disputa com o papa Leão IX sobre as práticas litúrgicas distintas entre as igrejas no ocidente e no oriente, especialmente o uso de pão ázimo na Eucaristia. Leão enviou uma carta ao patriarca em 1054 citando uma grande parte da Doação de Constantino, que se acreditava na época ser um documento genuíno.
| “ | O primeiro papa que a usou [a Doação] num ato oficial e se baseou nela foi Leão IX numa carta em 1054 para Miguel Cerulário, patriarca de Constantinopla, onde ele cita "Donatio" para mostrar que a Santa Sé tinha o poder de imperium, o sacerdócio real, tanto na terra quanto no céu. | ” |

Leão IX assegurou ao patriarca que a doação era completamente genuína e não uma fábula ou um conto e, por isso, apenas o sucessor apostólico de Pedro possuiria esta primazia e era o herdeiro genuíno da Igreja.
Esta carta do papa Leão IX também foi enviada para Leão, o arcebispo da Bulgária, e era uma resposta a uma carta enviada por este Leão, metropolita de Ácrida (sede do arcebispado no Reino da Bulgária), para João, bispo de Trani (na Apúlia), na qual ele atacava furiosamente os costumes da igreja latina que diferiam dos da grega. Atenção especial foi dedicada a criticar as tradições romanas do jejum no dia de descanso e a consagração de pão ázimo (na hóstia sagrada). Leão IX, na resposta, acusou a Igreja de Constantinopla de ser historicamente uma fonte de heresias confirmou, em termos categóricos, a primazia do bispo de Roma inclusive sobre o patriarca de Constantinopla. Miguel não aceitou nada disto.
Pode-se argumentar que, em 1054, a carta do patriarca para o papa Leão IX iniciou a sequência de eventos que se seguiram pois ela reivindicava o título de "patriarca ecumênico" (um tema que já havia provocado discórdia na época de João IV Nesteuta quatrocentos anos antes) e chamou o papa de "irmão" ao invés de "pai". O papa enviou o cardeal Humberto de Silva Candida numa missão em seu nome para ameaçar o patriarca. Cerulário se recusou a se encontrar com ele e o manteve esperando por meses. Por isso, Humberto entregou uma nota de excomunhão contra Miguel em 16 de julho de 1054, apesar de o papa Leão ter morrido três meses antes — o que invalidaria o ato. Miguel, por sua vez, excomungou o cardeal e o papa e retirou o nome de Leão dos dípticos, iniciando assim o Grande Cisma do Oriente.
Este cisma levou ao fim a aliança entre o imperador bizantino e o papado, o que fez com que os papas posteriores se aliassem aos normandos contra o Império Bizantino. O patriarca Miguel fechou as igrejas latinas em sua jurisdição, o que só exacerbou a situação. Em 1965, ambas as excomunhões foram rescindidas pelo papa Paulo VI e pelo patriarca Atenágoras I de Constantinopla quando eles se encontraram no Concílio Vaticano II. Mesmo tendo sido inválida a excomunhão do cardeal Humberto, este gesto representou um passo significativo em direção à restauração da comunhão plena novamente entre Roma e Constantinopla.
O curto reinado da imperatriz Teodora foi marcado pelas intrigas de Miguel contra ela. Miguel Pselo relata que as relações iniciais haviam sido cordiais, mas quando ela tomou o trono, Miguel se tornou abertamente hostil por ele "estava envergonhado de ver o Império Romano sendo governado por uma mulher" e, sobre isso, "ele falava abertamente". O historiador sugere ainda que Teodora teria deposto Miguel por sua afronta e sedição se ela não tivesse morrido.
Cerulário se envolveu também na negociação da abdicação de Miguel VI, o Estratiótico , convencendo-o a renunciar em 31 de agosto de 1057 em favor do revoltoso general Isaac, que tinha sido declarado imperador pelo exército em 8 de junho. O imperador obedientemente seguiu o conselho do patriarca e se tornou um monge. Tendo tido um papel em colocá-lo no trono, Cerulário logo discutiu com o agora imperador Isaac I Comneno sobre o confisco das posses da igreja. Miguel chegou ao ponto de dar o fortemente simbólico passo de vestir os sapatos púrpuras reservados para uso do imperador. Aparentemente, o patriarca estava planejando derrubar o imperador e tomá-lo para si ou para o seu parente, Constantino Ducas. Isaac exilou Miguel para o Proconeso em 1058 e, como Miguel se recusava a renunciar, ele fez com que Miguel Pselo organizasse a sua "Acusação" de heresia e traição contra ele..
Miguel I Cerulário morreu antes de ir a julgamento, em 21 de janeiro de 1059.